# Eugen Glomsda von Buchholtz
Friedrich Wilhelm Eugen Glomsda, ab 1868 Glomsda von Buchholtz (* 20. Januar 1838 in Jesau; † 24. Februar 1896 in Königsberg) war ein deutscher Marineoffizier, zuletzt Kapitän zur See.

## Leben

### Herkunft
Eugen Glomsda wurde als Leutnant zur See, Adoptivsohn und Neffe des preußischen Geheimen Justizrats und Landschafts-Syndikus Julius von Buchholtz († 1888) am 10. Oktober 1869 in den preußischen Adelstand erhoben. Er führte ab da den Namen Glomsda von Buchholtz und das Wappen der Stammwappen der kurländischen Buchholtz, verstarb jedoch ohne Nachfahren zu hinterlassen.

### Werdegang
Eugen Glomsda trat am 4. Januar 1864 in die Preußische Marine ein und diente ab 1. März 1865, erst als Hilfsfähnrich und ab 22. Oktober des gleichen Jahres als Unterleutnant zur See in der Seewehr.
Nachdem die Tiger am 3. April 1866 wieder in Dienst gestellt worden war, übernahm er als Unterleutnant zur See für einen Monat das Kommando und erneut, kurz im November des gleichen Jahres. Unter seinem Kommando wurde das Boot von Dänholm nach Kiel verlegt und dort gab er das Kommando ab. Im darauffolgenden Deutschen Krieg blieb er an Bord der Tiger und war Parlamentär bei der kampflosen Übergabe von Emden.
Als Kapitänleutnant war er von Juli 1871 bis zur zwischenzeitlichen Außerdienststellung Ende September 1872 Kommandant der Blitz, welche in diesem Zeitraum u. a. zum Fischereischutz in der Nordsee und als Wachtschiff vor Altona eingesetzt wurde. Am 24. Juli 1871 befanden sich Kronprinz Friedrich und Prinzessin Victoria mit ihren Söhnen Wilhelm und Heinrich an Bord der Blitz. Auch der Generalfeldmarschall Prinz Friedrich Karl von Preußen ließ sich Mitte 1872 als Gast auf das Schiff einschiffen. Am 15. Februar 1876 wurde er Korvettenkapitän und war 1877/78 Erster Offizier auf der Renown. 1880 war er zur Dienstleistung in das Marine-Departement Dezernat VIII. Artillerie-Angelegenheiten kommandiert und im darauffolgenden Jahr im General-Artillerie-Comité in Berlin.
Von Januar 1882 bis November 1883 war er Kommandeur der Stosch. Nachdem der Kommandeur der Stosch Louis von Blanc Kommandeur des Ostasiatischen Kreuzergeschwaders geworden war, legte die Admiralität fest, dass von Blanc nicht zugleich Kommandant des Flaggschiffs des Geschwaders bleiben durfte, sodass Glomsda das Kommando übernahm. In der Folge nahm die Korvetten unter dem Kommando von Glomsda unterschiedliche, z. T. auch diplomatische, Reise vor. Am 30. März 1883 wurde er zum Kapitän zur See befördert. Mit dem Besatzungstausch Anfang November 1883 gab er das Kommando ab. Am 8. Januar 1884 wurde er zum Kommandant der Mars ernannt. Mit der erneuten Indienststellung war er ab 30. Juli 1886 kurz Kommandant der Baden. Am 30. September 1886 wurde das Schiff erneut außer Dienst gestellt. Anschließend übernahm er wieder das Kommando über die Mars und wurde am 20. September 1887 von der Stellung entbunden.
Zum November 1887 war er zur Disposition des Chefs der Marinestation der Ostsee gesetzt und war bis zu diesem Zeitpunkt u. a. mit dem Roten Adlerorden 3. Klasse mit der Schleife, dem Kronen-Orden 3. Klasse (Verleihung 1881) und dem Kommandeursrang des tunesischen Orden des Ruhmes ausgezeichnet worden.
Aus seinen Antrag hin wurde er aus der Disposition heraus zum 18. Mai 1888 aus der Marine verabschiedet und zeitgleich wurde er mit dem Roten Adlerorden 2. Klasse mit Eichenlaub ausgezeichnet.
Später war er Reichskommissar des Seeamtes Königsberg. Hier war er ab 1875, wie auch sein Adoptivvater, in der Vereinigten Johannis-Loge zum Todtenkopf und Phönix.